# فمینیسم تحلیلی
فمینیسم تحلیلی (انگلیسی: Analytical feminism) رشته‌ای از فلسفه است که مفاهیم و روش‌های تحلیلی را برای مسائل فمینیستی به‌کار می‌گیرد و مفاهیم و بینش‌های فمینیستی را در مورد موضوعاتی که مورد توجه فیلسوفان تحلیلی بوده‌است، به‌کار می‌بندد. مانند همه فمینیست‌ها، فمینیست‌های تحلیلی نیز اصرار دارند که جنسیت‌گرایی و مردکانونی را به رسمیت بشناسند و آن را به چالش بکشند.

## تاریخچه
اصطلاح «فمینیسم تحلیلی» به اوایل دهه ۱۹۹۰ بازمی‌گردد؛ زمانی که انجمن فمینیسم تحلیلی در دانشگاه ماساچوست لوول افتتاح شد. این گشایش فرصتی برای بحث و بررسی مسائل مربوط به فمینیسم تحلیلی بود، و تا حدی برای مقابله با تأثیرات رایج‌تر پسامدرنیسم و پساساختارگرایی، و همچنین برای نشان دادن این‌که فلسفه تحلیلی نه ذاتاً و نه به‌طور مغرضانه‌ای مردانه است. فمینیست‌های تحلیلی کوشیده‌اند مفاهیم کلیدی خاصی مانند حقیقت، عقل، عینیت، عاملیت و خودمختاری را احیا کنند. فمینیسم تحلیلی به عرصه تاریخی فلسفه تحلیلی مانند فلسفه زبان، معرفت‌شناسی، متافیزیک و فلسفه علم کمک کرده‌است.
در سال ۱۹۹۵، مجله فلسفی آمریکایی هایپاتیا (Hypatia) شماره ویژه‌ای را منتشر کرد که در آن معنای فمینیسم تحلیلی در جریان اصلی فلسفه تحلیلی انگلیسی-آمریکایی و در طیف مواضع فلسفی فمینیستی روشن شد. در این شماره‌نویسندگانی مانند آن ای. کاد از دانشگاه کانزاس، آن گاری از دانشگاه ایالتی کالیفرنیا لس آنجلس، و لین هانکینسون نلسون از دانشگاه واشینگتن پیشنهاد کردند که فمینیسم تحلیلی آن طور که باید، به رسمیت شناخته نشده و تا حدودی توسط فلسفه تحلیلی مستهلک شده‌است. فمینیسم تحلیلی که زیرمجموعه‌ای از فلسفه تحلیلی و فمینیسم در نظر گرفته می‌شود، سنت‌های فلسفی هر دو حوزه را تصدیق می‌کند و در عین حال به موضوعات برجسته در حوزه‌های مذکور می‌پردازد.

## رویکرد فلسفی
فمینیسم تحلیلی توسط آن ای. کاد چنین تعریف شده‌است: «فمینیسم تحلیلی بهترین راه برای مقابله با جنسیت‌گرایی و مردکانونی را شکل‌گیری یک تصور روشن، و پیگیری حقیقت، ثبات منطقی، عینیت، عقلانیت، عدالت و خوبی‌ها و در عین حال شناخت آن‌ها می‌داند. این تصورات در طول تاریخ فلسفه توسط مردکانونی منحرف شده‌است.» فمینیست‌های تحلیلی با ادبیاتی که فلسفه تحلیلی تلقی می‌شد، درگیر می‌شوند، اما از سنت‌های دیگر در فلسفه و همچنین کارهای فمینیست‌های شاغل در سایر رشته‌ها، به‌ویژه جامعه‌شناسی و زیست‌شناسی، استفاده می‌کنند. آن‌ها مانند اکثر فیلسوفان تحلیلی به استدلال اهمیت زیادی می‌دهند و تمایل دارند در مقایسه با سایر رویکردهای فلسفی، از تحلیل منطقی و زبانی ساختارمندتر برای رسیدن به نتایج و مواضع خود استفاده کنند.
اکثر فیلسوفان، از جمله فیلسوفان فمینیست، حداقل آموزش رسمی را در فلسفه تحلیلی دارند و برخی از آن‌ها دارای تحصیلات و تجربه در زمینه تحلیل هستند. تلاش آگاهانه‌ای برای استفاده از واژه «تحلیلی» صورت گرفته‌است، و دلیل آن این است که در حوزه فلسفه، گاهی اوقات تمایلی وجود دارد که تمام کارهای فمینیستی را به روش‌های دیگر مرتبط با فلسفه فرض کنیم، درحالی‌که پس از بررسی بسیاری از کارهای مربوط به فمینیسم. از نظر روش به قراردادهای تحلیلی نزدیک‌تر است.
به عقیده اکثر فمینیست‌های تحلیلی، بهترین روش برای محققان برای مقابله با تبعیض جنسیتی و مردکانونی در حوزه‌های تحقیق مربوط به خود، شکل‌دادن یک تصور روشن و تمرین سازگاری و بی‌طرفی منطقی است.

### نظریه‌ها
فمینیست‌های تحلیلی چیزی مشترک دارند که می‌توانیم آن را یک «میل اصلی» بدانیم تا یک قاعده اصلی، یعنی نیاز به پایبندی به مفاهیم هنجاری اساسی سنت مدرن اروپایی برای کمک به هنجارگرایی. که هم برای نظریه سیاسی فمینیستی و هم برای فلسفه ضروری است. این «میل اصلی» با استفاده از مفاهیم اصلی فمینیسم تحلیلی ظاهر می‌شود.

### بازسازی فلسفه
یکی از اصول فمینیسم تحلیلی معتقد است که اگر مواضع فیلسوفان در همه جهان قابل اجرا باشد، باید برای مردان و زنان به‌طور یکسان و از طیف وسیعی از موقعیت‌های اجتماعی قابل استفاده باشد. این مبنایی است برای چیزی که می‌توان آن را بازسازی فلسفه از طریق فمینیسم تحلیلی دانست. این رویکرد، که تا حدودی آینه ساخت سنت فلسفی فمینیستی است، تلاش می‌کند ایجاد حوزه‌ها یا مقوله‌هایی از فلسفه را که فقط برای برخی از زنان و فمینیست‌ها اعمال می‌شود، محدود کند، و تلاشی است برای اعمال «همه» (مردان و زنان) به جای «برخی» (زنان یا فمینیست‌ها) با مثال‌هایی خاص از موضوعاتی مانند اخلاق زنانه، اخلاق زن‌محور، یا اخلاق لزبین. مبنای این رویکرد جهانی، اخلاق و متافیزیک تحلیلی فمینیستی خواهد بود که معیار جدیدی از کفایت برای حوزه‌های اخلاق و متافیزیک ایجاد می‌کند. هدف میراندا فریکر و جنیفر هورنسبی، ویراستاران کمبریج همراه با فمینیسم در فلسفه، گنجاندن این موقعیت در جریان اصلی این رشته‌است (فریکر و هورنسبی ۲۰۰۰).
عدم استناد به هیچ ویژگی «ضروری»، خواه تجربیات یا موارد دیگر باشد، می‌تواند اهمیت دیدگاه‌های گوناگون را حفظ کند، درحالی‌که یک نظریه «کارساز» ایجاد می‌کند. «کار کردن» به‌عنوان فراگیر بودن ویژه مردان و زنان تعریف می‌شود، اما به‌طور هم‌زمان پیامدهای ظالمانه را از بین می‌برد. طیف وسیعی از تجربیات، علایق، و پیشینه باید با نظریه «کار» منعکس شود، تنها در صورتی که برای همه این مسائل و نگرانی‌ها قابل اجرا باشد.
رویکردهای گوناگونی در رابطه با بازسازی فلسفه در فمینیسم تحلیلی وجود دارد. برخی از فیلسوفان، مانند بیلی و گری، استفاده از درهم‌تنیدگی را در رویکرد خود گنجانده‌اند. میراندا فریکر و کریستی داتسون از مفهوم امتیاز (نابرابری اجتماعی) در مفهوم خود استفاده می‌کنند، به‌ویژه با توجه به جهل معرفتی و بی‌عدالتی معرفتی. در سال ۲۰۱۸، آلیس کری نقدی بر برخی از این روندهای اخیر در فمینیسم تحلیلی ارائه کرد.